# Moghiliște, Dobrici
Moghiliște (în bulgară Могилище, în română Iuzghiubenlâc) este un sat în comuna Kavarna, regiunea Dobrici, Dobrogea de Sud, Bulgaria. 
Între anii 1913-1940 a făcut parte din plasa Balcic a județului Caliacra, România. Majoritatea locuitorilor erau găgăuzi. Lângă localitate a mai existat o așezare (azi dispărută) numită Caracașchioi în timpul administrației românești și Velkovo în bulgară.

## Demografie
Componența etnică a satului Moghiliște
     Bulgari (67,34%)
     Turci (4,08%)
     Romi (14,28%)
     Nicio identificare (14,28%)
La recensământul din 2011, populația satului Moghiliște era de 98 locuitori. Din punct de vedere etnic, majoritatea locuitorilor (67,34%) erau bulgari, existând și minorități de romi (14,28%) și turci (4,08%). Pentru 14,28% din locuitori nu este cunoscută apartenența etnică.